# 蘇哈河 (維利希夫卡河支流)
蘇哈河（烏克蘭語：Суха），是烏克蘭東部的河流，屬於維利希夫卡河的支流。該河流經盧甘斯克州的盧甘斯克區，河道全長19.2公里，流域面積85平方公里。